# Kailen (Pillkallen)
Kailen, litauisch Kailiai, ist ein verlassener Ort im Rajon Krasnosnamensk der russischen Oblast Kaliningrad.
Die Ortsstelle befindet sich an der Regionalstraße 27A-012 (ex R 509) von Dobrowolsk (Pillkallen/Schloßberg) – elf Kilometer westsüdwestlich – nach Kutusowo (Schirwindt) – elf Kilometer östlich – zwischen der Abzweigung der Regionalstraße 27A-026 (ex R 511) nach Pobedino (Schillehnen/Schillfelde) nach Norden und der Kommunalstraße 27K-058 nach Tretjakowo (Sodargen) nach Süden. Kailen hatte einen Haltepunkt am nach Schirwindt führenden Strang der Pillkaller Kleinbahn, die seit 1945 nicht mehr betrieben wird.

## Geschichte

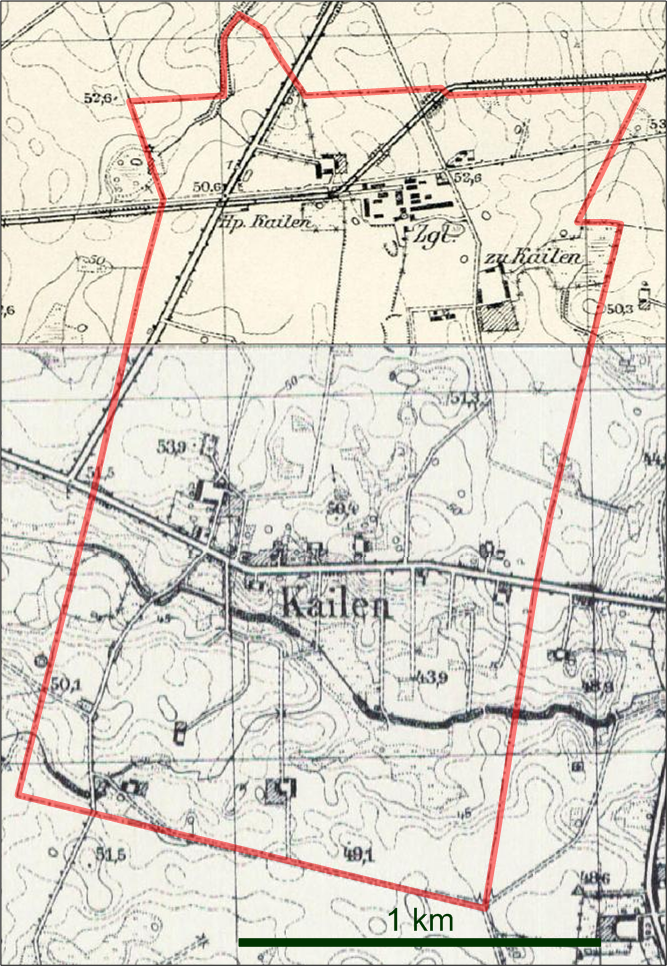
Die Gemeinde Kailen auf zwei Messtischblättern von 1936 und 1940

Kaylen war um 1780 ein königliches Bauerndorf. 1874 wurde die Landgemeinde Kailen in den neu gebildeten Amtsbezirk Willuhnen im Kreis Pillkallen eingegliedert. In den 1890er Jahren siedelte sich dort eine Ziegelei an. 1905 erfolgte der Anschluss an die Kleinbahn. 1945 kam der Ort in Folge des Zweiten Weltkrieges mit dem nördlichen Ostpreußen zur Sowjetunion. Einen russischen Namen erhielt er nicht mehr.

### Einwohnerentwicklung
| Jahr | Einwohner |
| ---- | --------- |
| 1867 | 146       |
| 1871 | 154       |
| 1885 | 147       |
| 1905 | 202       |
| 1910 | 175       |
| 1933 | 146       |
| 1939 | 174       |

## Kirche
Kailen gehörte zum evangelischen Kirchspiel Willuhnen.